# Women of Britain Say 'Go!'

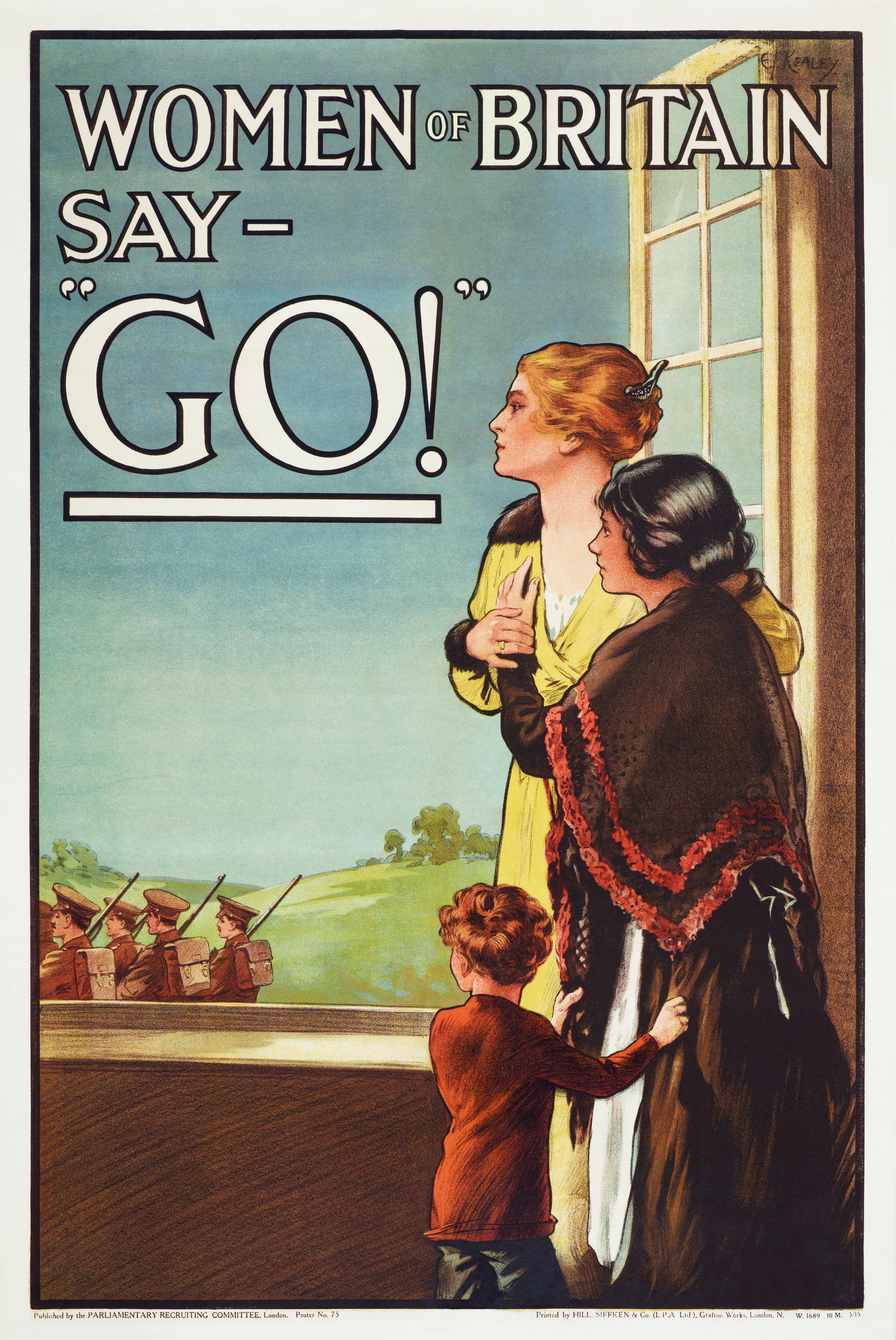
Women of Britain Say ‘Go!’.

«Women of Britain Say ‘Go!’» («Las mujeres de Gran Bretaña dicen ‘¡Adelante!’») es un cartel de propaganda de reclutamiento británico de la Primera Guerra Mundial creado en 1915. Representa a dos mujeres y un niño mirando por una ventana abierta a los soldados que pasan desfilando. En la parte superior del cartel está el texto: «Women of Britain Say ‘Go!’» («Las mujeres de Gran Bretaña dicen '¡Adelante!'») El cartel fue diseñado por el artista E. J. Kealey y publicado por el Comité de Reclutamiento Parlamentario, que produjo la mayoría de los carteles de reclutamiento de principios de la Primera Guerra Mundial. La intención del cartel era alentar a las mujeres a decirles a los hombres que deberían alistarse en el ejército en un momento en que el número de reclutas voluntarios británicos estaba disminuyendo. El cartel utiliza el género y la culpa para enfatizar su mensaje. Aunque «Women of Britain Say ‘Go!’»  se ha convertido en una imagen icónica de la Primera Guerra Mundial, su sentimiento no fue universalmente aceptado por la sociedad británica contemporánea.

## Trasfondo
Al estallar la Primera Guerra Mundial, Gran Bretaña no tenía una política de servicio militar obligatorio. El gobierno se basó en la propaganda para persuadir a los hombres a alistarse en el ejército, y los carteles fueron un medio importante para lograrlo. El enfoque propagandístico de los primeros carteles de reclutamiento era un simple «llamado a las armas» animando a los hombres a alistarse para luchar. El método de propaganda comenzó a cambiar alrededor de 1915 cuando disminuyó el número de soldados voluntarios. La propaganda comenzó a basarse en gran medida en temas de género. Algunos se centraron en las imágenes femeninas, destacando la inocente vulnerabilidad de las madres, esposas e hijas, la fuerza y la resistencia de una trabajadora que participa en el esfuerzo de guerra que encarna el espíritu de Britannia, o representando a las mujeres como objetos de deseo. La historiadora Karyn Burnham sugiere que, desde una perspectiva masculina, algunos carteles intentaron culpar a los hombres al insinuar que serían castrados simbólicamente si no luchaban.

## Historial de publicaciones
«Women of Britain Say ‘Go!’» fue publicada en marzo de 1915. Fue impresa por Hill, Siffken and Co Ltd, Londres, y publicado por el Comité de Reclutamiento Parlamentario, que produjo la mayoría de los primeros carteles de reclutamiento en la Primera Guerra Mundial. Fue uno de una colección de carteles encargados por el Comité que estaban dirigidas a las mujeres. El diseño del cartel fue del artista E. J. Kealey.

## Diseño

### Descripción
El cartel es una ilustración en tinta de dos mujeres y un niño, mirando por una ventana abierta un paisaje rural con soldados marchando. Las dos mujeres se abrazan con expresión orgullosa mientras el niño se aferra a una de las mujeres. El texto en la esquina superior izquierda del cartel, «Women of Britain Say ‘Go!’» («Las mujeres de Gran Bretaña dicen '¡Adelante!'»), es blanco y está delineado en negro. Al igual que otros carteles de reclutamiento temprano, «Women of Britain Say 'Go!'» está estilizado en una estética ilustrativa realista victoriana que habría sido familiar para el público contemporáneo. La paleta de colores del cartel es indicativa de carteles publicitarios comerciales de la época. El historiador de arte Stephen J. Eskilson describe las imágenes del cartel como «sorprendentes» y el texto solo sirve para enfatizar la intención subyacente.

### Propaganda
«Women of Britain Say 'Go!'» se basa en el género para presentar su mensaje. Antes de la Primera Guerra Mundial, el movimiento por el sufragio de la mujer había comenzado a cuestionar el equilibrio de poder entre hombres y mujeres. Los carteles de reclutamiento de la Primera Guerra Mundial utilizaron estas ansiedades a su favor, reforzando los estereotipos de género de las mujeres que se quedan en casa y los hombres como protectores. «Women of Britain Say 'Go!'» fue parte de este intento de ignorar los avances de las mujeres antes de la guerra. Muestra dos áreas distintas para el espectador: interior y exterior. Esta dualidad de espacio recuerda la idea victoriana de esferas separadas para hombres y mujeres. Las mujeres y el niño del cartel se ubican dentro de una esfera doméstica y los soldados varones ocupan una esfera pública, lo que coincide con los roles percibidos de hombres y mujeres en la ideología victoriana. La clara separación de espacio y género en el cartel destaca que las mujeres y los niños eran vulnerables y necesitaban protección, y que se esperaba que los hombres los protegieran; se da a entender que el marido de una de las mujeres está incluido en el grupo de soldados que marchan.
«Women of Britain Say 'Go!'» apeló a las mujeres, que desempeñaron un papel importante en el reclutamiento del ejército. La directiva «Go!» («¡Vamos!») sirve no solo como un mandamiento para los hombres, sino como una instrucción para las mujeres para que digan esto a los hombres. Sin embargo, el cartel presenta un escenario ideal: no llama la atención sobre las posibles consecuencias de perder a un miembro varón de la familia en la guerra, y las cifras representadas en el cartel no eran representativas de la situación financiera de la familia promedio ni su seguridad. No todas las mujeres en Gran Bretaña compartían el sentimiento representado en el cartel y muchas intentaron hacer regresar a miembros de la familia del ejército.
La académica Debra Rae Cohen describe «Women of Britain Say 'Go!'» como un «eslogan que induce a la culpa». Las imágenes y el texto del cartel obligaron a los hombres a aceptar su lealtad hacia su país y su familia. El paisaje campestre de fondo, evocador de la tierra verde y agradable descrita por el poeta inglés William Blake, enfatizaba el hecho de que se esperaba que los hombres protegieran este elemento del país. Además, la instrucción «Go!» aparentemente se atribuye a todas las mujeres e implica un llamado unánime a la acción dirigido a los hombres. El gobierno era consciente de la influencia que las mujeres tenían en la vida y las decisiones de los hombres en ese momento: en 2023, el ejecutivo de comunicación de la marca Farhan Urfi resumió el mensaje del cartel como «si tu madre, tu esposa, tu hija está diciendo '¡Ve a la guerra!', ¿cómo puedes decir que no?». Junto con la culpa, el cartel también implica castración simbólica. Utiliza en su beneficio el hecho de que muchos posibles reclutas más jóvenes probablemente habrían estado viviendo en casa con sus madres: el niño de la imagen, colocado en la esfera doméstica, es un varón, lo que sugiere que los hombres que se quedaron en casa eran pequeños y vulnerables, al igual que los niños pequeños.

## Legado e impacto
Cohen describe «Women of Britain Say 'Go!'»  como «una de las imágenes más icónicas de la Gran Guerra» y una de las imágenes más citadas en el contexto de la propaganda de la Primera Guerra Mundial. El Museo Imperial de la Guerra describe el cartel como un ejemplo de una de las formas más sofisticadas y matizadas en que el gobierno británico trató de reclutar hombres para el ejército. Hay pruebas de que el cartel también animaba a las mujeres a participar ellas mismas en el esfuerzo bélico. El mensaje del cartel no fue compartido por todos los espectadores contemporáneos. Entre los que criticaron el sentimiento de que las mujeres querrían que los hombres pelearan estaban los poetas Richard Aldington, Wilfred Owen y Siegfried Sassoon.

### Citas
1. ↑  Grayzel, 2013, p. 57.
2. 1 2  «'Women of Britain say 'Go!' ', a British recruitment poster». British Library (en inglés). Consultado el 28 de enero de 2023.
3. 1 2 3 4 5 6  «How To Sell a War: Women of Britain Say, GO!». National Army Museum (en inglés). Consultado el 1 de febrero de 2023.
4. 1 2  Burnham, 2014, p. 19.
5. 1 2 3  Storey y Housego, 2010, p. 5.
6. 1 2  «Women of Britain Say 'Go!'». VADS (en inglés). Consultado el 1 de febrero de 2023.
7. 1 2 3 4  Hupfer, 1997, p. 323.
8. ↑  Adam, 1977, p. 43.
9. 1 2 3 4  «Women of Britain Say 'Go!'» (en inglés). Museo Imperial de la Guerra. Consultado el 1 de febrero de 2023.
10. ↑  Ward, 2014, p. 25.
11. 1 2 3  «Poster, 'Women of Britain say – "Go!" '» (en inglés). Museo de Nueva Zelanda. Consultado el 1 de febrero de 2023.
12. 1 2 3  «Women of Britain say "Go!"». Australian War Memorial (en inglés). Consultado el 28 de enero de 2023.
13. 1 2 3  Smith, 2008, p. 227.
14. 1 2  Hart, 2010.
15. 1 2 3  Cohen, 2012, p. 85.
16. 1 2 3 4  Eskilson, 2007, p. 120.
17. ↑  Zack, 2022, pp. 48-49.
18. ↑  Cohen, 2002, p. 5.
19. 1 2  Abrams y Greenblatt, 2000, p. 54.
20. ↑  Paret, Lewis y Paret, 1992, p. 52.
21. ↑  Goldstein, 2001, p. 272.
22. ↑  Cohen, 2012, p. 95.
23. ↑  Smith, 2008, p. 229.
24. ↑  Smith, 2008, p. 228.
25. ↑  Williams, 1989, p. 10.

### Obras citadas
- Abrams, Meyer Howard; Greenblatt, Stephen (2000). The Norton anthology of English literature: media companion. Londres; Nueva York: W. W. Norton. ISBN 0-393-10544-X. (requiere suscripción).
- Adam, Ruth (1977). A Woman's Place, 1910–1975. Nueva York: W. W. Norton & Company. ISBN 0-393-05622-8. (requiere suscripción).
- Burnham, Karyn (2014). The Courage of Cowards: the Untold Stories of First World War Conscientious Objectors. Barnsley: Pen & Sword History. ISBN 978-1-78159-295-3. (requiere suscripción).
- Clark, Toby (1997). Art and propaganda in the twentieth century: the political image in the age of mass culture. Nueva York: Harry N. Abrams. ISBN 0-8109-2713-6. (requiere suscripción).
- Cohen, Debra Rae (2002). Remapping the Home Front: Locating Citizenship in British Women's Great War Fiction. Boston: Northeastern University Press. ISBN 1-55553-533-X. (requiere suscripción).
- Cohen, Debra Rae (2012). «Getting the Frame into the Picture: Wells, West, and the Mid-War Novel». The Space Between 8 (1). ISSN 1551-9309.
- Eskilson, Stephen J. (2007). Graphic Design: a New History. New Haven, Connecticut: Yale University Press. ISBN 978-0-300-12011-0. (requiere suscripción).
- Goldstein, Joshua S. (2001). War and Gender: How Gender Shapes the War System. Cambridge: Cambridge University Press. ISBN 0-521-80716-6. (requiere suscripción).
- Grayzel, Susan R. (2013). The First World War: A Brief History with Documents. Boston: Bedford/St. Martin's. ISBN 978-0-312-45887-4. (requiere suscripción).
- Hart, Peter J. (2010). «The White Feather Campaign: A Struggle with Masculinity During World War I». Inquiries Journal 2 (2).
- Hupfer, Maureen (1997). A Pluralistic Approach to Visual Communication: Reviewing Rhetoric and Representation in World War I Posters 24 (1). Advances in Consumer Research. pp. 322-327.
- Paret, Peter; Lewis, Beth Irwin; Paret, Paul (1992). Persuasive Images: Posters of War and Revolution From the Hoover Institution Archives. Princeton, Nueva Jersey; Oxford: Princeton University Press. ISBN 0-691-03204-1. (requiere suscripción).
- Smith, Angela (2008). «'The Girl Behind the Man Behind the Gun': Women as Carers in Recruitment Posters of the First World War». Journal of War and Culture Studies (Intellect Ltd) 1 (3): 223-241. S2CID 143485956. doi:10.1386/jwcs.1.3.223_1.
- Storey, Neil; Housego, Molly (2010). Women in the First World War. Oxford: Shire Publications. ISBN 978-0-7478-0752-0. (requiere suscripción).
- Ward, Arthur (2014). A Guide to War Publications of the First and Second World War: From Training Guides to Propaganda Posters. Barnsley: Pen & Sword Military. ISBN 978-1-78383-154-8. (requiere suscripción).
- Williams, Susan A. (1989). Women and War. East Sussex: Wayland. ISBN 1-85210-503-8. (requiere suscripción).
- Zack, Rachel (2022). «Masculinity in Crisis, Manhood at War: Examining the Role of Gendered Anxieties in Great Britain's Entry into the First World War». Living Histories 1: 47-55.

- Datos: Q116701536